# ATC kód C09
ATC kód C09 Látky ovlivňující renin-angiotenzinový systém je hlavní terapeutická skupina anatomické skupiny C. Kardiovaskulární systém.

## C09A ACE inhibitory, samotné

### C09AA ACE inhibitory, samotné
C09AA01 Kaptopril
C09AA02 Enalapril
C09AA03 Lisinopril
C09AA04 Perindopril
C09AA05 Ramipril
C09AA06 Chinapril
C09AA07 Benazepril
C09AA08 Cilazapril
C09AA09 Fosinopril
C09AA10 Trandolapril
C09AA11 Spirapril
C09AA12 Delapril
C09AA13 Moexipril
C09AA14 Temokapril
C09AA15 Zofenopril
C09AA16 Imidapril

## C09B ACE inhibitory, kombinace

### C09BA ACE inhibitory a diuretika
C09BA01 Kaptopril a diuretika
C09BA02 Enalapril a diuretika
C09BA03 Lisinopril a diuretika
C09BA04 Perindopril a diuretika
C09BA05 Ramipril a diuretika
C09BA06 Chinapril a diuretika
C09BA07 Benazepril a diuretika
C09BA08 Cilazapril a diuretika
C09BA09 Fosinopril a diuretika
C09BA12 Delapril a diuretika
C09BA13 Moexipril a diuretika
C09BA15 Zofenopril a diuretika

### C09BB ACE inhibitory a blokátory kalciových kanálů
C09BB02 Enalapril a lerkanidipin
C09BB03 Lisinopril a amlodipin
C09BB04 Perindopril a amlodipin
C09BB05 Ramipril a felodipin
C09BB06 Enalapril a nitrendipin
C09BB07 Ramipril a amlodipin
C09BB10 Trandolapril a verapamil
C09BB12 Delapril a manidipin

### C09BX ACE inhibitory, jiné kombinace
C09BX01 Perindopril, amlodipin a indapamid
C09BX02 Perindopril a bisoprolol
C09BX03 Ramipril, amlodipin a hydrochlorothiazid
C09BX04 Perindopril, bisoprolol a amlodipin

## C09C Antagonisté angiotensinu II, samotní

### C09CA Antagonisté angiotensinu II, samotní
C09CA01 Losartan
C09CA02 Eprosartan
C09CA03 Valsartan
C09CA04 Irbesartan
C09CA05 Tasosartan
C09CA06 Kandesartan
C09CA07 Telmisartan
C09CA08 Olmesartan-medoxomil
C09CA09 Azilsartan-medoxomil
C09CA10 Fimasartan

## C09D Antagonisté angiotensinu II, kombinace

### C09DA Antagonisté angiotensinu II a diuretika
C09DA01 Losartan a diuretika
C09DA02 Eprosartan a diuretika
C09DA03 Valsartan a diuretika
C09DA04 Irbesartan a diuretika
C09DA06 Kandesartan a diuretika
C09DA07 Telmisartan a diuretika
C09DA08 Olmesartan-medoxomil a diuretika
C09DA09 Azilsartan-medoxomil a diuretika
C09DA10 Fimasartan a diuretika

### C09DB Antagonisté angiotensinu II a blokátory kalciových kanálů
C09DB01 Valsartan a amlodipin
C09DB02 Olmesartan-medoxomil a amlodipin
C09DB04 Telmisartan a amlodipin
C09DB05 Irbesartan a amlodipin
C09DB06 Losartan a amlodipin
C09DB07 Kandesartan a amlodipin
C09DB08 Valsartan a lerkanidipin
C09DB09 Fimasartan a amlodipin

### C09DX Antagonisté angiotensinu II, jiné kombinace
C09DX01 Valsartan, amlodipin a hydrochlorothiazid
C09DX02 Valsartan a aliskiren
C09DX03 Olmesartan-medoxomil, amlodipin a hydrochlorothiazid
C09DX04 Valsartan a sakubitril
C09DX05 Valsartan a nebivolol
C09DX06 Kandesartan, amlodipin a hydrochlorothiazid
C09DX07 Irbesartan, amlodipin a hydrochlorothiazid

## C09X Jiná léčiva ovlivňující renin-angiotenzinový systém

### C09XA Inhibitory reninu
C09XA01 Remikiren
C09XA02 Aliskiren
C09XA52 Aliskiren a hydrochlorothiazid
C09XA53 Aliskiren a amlodipin
C09XA54 Aliskiren, amlodipin a hydrochlorothiazid

## Poznámka
- Registrované léčivé přípravky na území České republiky.
- Informační zdroj: Státní ústav pro kontrolu léčiv, Všeobecná zdravotní pojišťovna.